# Ken Hirai
Ken Hirai (平井堅?, Hirai Ken; Higashiōsaka, 17 gennaio 1972) è un cantante e produttore discografico giapponese.
Nel corso della sua carriera, Hirai ha venduto circa 14 milioni di copie di album e singoli.

## Carriera
Hirai comincia a lavorare nell'industria musicale nel 1993, anno in cui firma un contratto con la Sony Music e nel 1995 incide il suo primo singolo Precious Junk, che viene usato come sigla di un telefilm giapponese. Nello stesso anno viene pubblicato il suo primo album un-balances, a cui ne segue un secondo l'anno successivo Stare At.
L'album successivo THE CHANGING SAME, arriva solo nel 2000, e consolida il suo stile R&B. L'album viene caldamente accolto dal pubblico e Hirai ha persino la possibilità di esibirsi all'Apollo Theater a New York. Segue un quarto album nel 2001 dal titolo Gaining Through Losing, che vende oltre un milione e mezzo di copie in tutta l'Asia, a cui segue un lungo tour nazionale dallo stesso nome.
Nel 2002 MTV giapponese gli assrgna il riconoscimento come "miglior cantante dell'anno", e durante l'estate appare al concerto inaugurale della FIFA World Cup, al fianco di artisti come Lauryn Hill e i Chemistry. Sempre nel 2002, viene pubblicato il singolo Ooki na Furudokei, cover in giapponese di Grandfather's Clock che ottiene un notevole successo in tutto il mondo.
Nel 2003 esce nei negozi il suo quinto album LIFE is..., a cui segue a pochissima distanza Ken's Bar, album di cover realizzate da Hirai.
Dall'album del 2004 SENTIMENTALovers, viene estratto il singolo POP STAR, che diventa il più grande successo del cantante, arrivando al numero uno in Giappone, e ricevendo diverse cover da altri cantanti.
Anticipato da alcuni singoli di grande successo, fra cui fake star, considerato da fan la migliore canzone di Hirai, il 12 marzo 2008 viene pubblicato l'album FAKIN' POP.

## Discografia

### Album
- 1995 – un-balanced
- 1996 – Stare At
- 2000 –- THE CHANGING SAME
- 2001 – gaining through losing
- 2003 – LIFE is...
- 2004 – SENTIMENTALovers
- 2008 – FAKIN' POP
- 2011 – JAPANESE SINGER

### Cover Album
- 2003 – Ken's Bar
- 2009 – Ken's Bar II

### Raccolte
- 2005 – 10th Anniversary Complete Single Collection '95-'05 “歌バカ” ("Utabaka")
- 2010 – 15th Anniversary c/w Collection '95-'10 "裏 歌バカ" (Ura Utabaka)

### Singoli
- 1995 – "Precious Junk" - #50
- 1995 – "Katahou Zutsu no Earphone" (片方ずつのイヤフォン? One-sided Earphone)
- 1995 – "Yokogao" (横顔? Face in Profile)
- 1996 – "Doshaburi" (ドシャブリ? Downpour) (lyrics & music Ken Hirai)
- 1996 – "Stay With Me"
- 1997 – "HEAT UP"
- 1997 – "Love Love Love"
- 2000 – "RAKuEN" (楽園? Paradise) - #7
- 2000 – "why" - #8
- 2000 – "LOVE OR LUST" - #6
- 2000 – "even if" - #3
- 2001 – "Miracles" - #4
- 2001 – "KISS OF LIFE" - #2
- 2001 – "Missin' you ~It will break my heart~" - #4
- 2002 – "Strawberry Sex" - #13
- 2002 – "Ooki na Furudokei" (大きな古時計?) - #1
- 2002 – "Ring" - #1
- 2003 – "LIFE is... ~another story~" - #3
- 2003 – "style" - #12
- 2004 – "Hitomi wo Tojite" (瞳をとじて? Close Your Eyes) - #2
- 2004 – "Kimi wa Tomodachi" (キミはともだち? You're My Friend) - #5
- 2004 – "Omoi ga Kasanaru Sono Mae ni... " (思いがかさなるその前に…? The Memories Pile Up Before Me) - #1
- 2005 – "POP STAR" - #1
- 2006 – "By My Melody" (バイマイメロディー?, Bai mai merodī) - #2
- 2006 – "Elegy (Aika))" (哀歌 (エレジー)?, Aika (Erejī)) - #5
- 2007 – "Kimi no Suki na Toko" (君のすきなとこ ?,  The Things I Like About You) - #5
- 2007 – "fake star" - #7
- 2008 – "Canvas / Kimi wa Su.te.ki♥" (キャンバス/君はス．テ．キ♥?, Canvas/You're Won.der.ful♥) - #7
- 2008 – "Itsuka Hanareru Hi ga Kite mo (いつか離れる日が来ても; If Some Day a Day Comes Where I'm Separated from You) - #19
- 2009 – "CANDY" - #7
- 2009 – "Boku wa Kimi ni Koi wo suru (僕は君に恋をする; I Will Make Love to You) - #2
- 2010 – "Sing Forever - #5
- 2010 – "Aishiteru (アイシテル; I love you) - #
- 2011 – "Itoshikihibiyo" (いとしき日々よ)
- 2012 – "Kokuhaku" (告白)